# Busk
 For alternative betydninger, se Busk (flertydig). (Se også artikler, som begynder med Busk)
En busk er – pr. definition – en vedplante, som har flere, lige kraftige grene fra jorden. Dette står i modsætning til et træ, der – ligeledes pr. definition – er en vedplante med kun én stamme fra jorden. I virkelighedens verden er overgangen mellem de to slags forveddede planter dog helt glidende: store buske (f.eks. Almindelig Syren, Almindelig Hyld og Almindelig Hassel) kaldes "træer" også selv om de stadig har flere jævnbyrdige grene fra jorden. Tilsvarende kaldes små træer (f.eks. Japansk Løn, Almindelig Benved og Almindelig Hæg) "buske", selv om de kun har én stamme.
I plantefysiologien er det springende punkt, om arten har apikal dominans, sådan at topskuddet får forrang for alle andre skud. Dermed udvikles planten til et énstammet træ, men uden den bliver den til en flergrenet busk.